# Иксанова, Алия Равильевна
Алия Равильевна Иксанова (19 июня 1984 года, Нижнекамск, Татарская АССР) — российская лыжница, призёр чемпионата мира 2013 года в эстафете, двукратная чемпионка Универсиады 2011 года, призёр чемпионата России. Мастер спорта России международного класса. Более успешно выступала в дистанционных гонках классическим стилем.

## Карьера
В Кубке мира Иксанова дебютировала 22 января 2011 года, в декабре 2011 года первый раз в карьере попала в десятку лучших на этапе Кубка мира. Всего имеет на своём счету 4 попадания в десятку лучших на этапах Кубка мира, 3 в личных и 1 в командных гонках. Лучшим достижением Иксановой в общем итоговом зачёте Кубка мира является 54-е место в сезоне 2011/12. 
За свою карьеру принимала участие в двух чемпионатах мира, на чемпионате мира 2013 года завоевала бронзовую медаль в эстафете. Лучший результат в личных гонках на чемпионатах мира 19-е место в гонке на 10 км классическим стилем на чемпионате мира 2011 года.
Использовала лыжи производства фирмы Fischer.
По окончании сезона 2023/2024 Иксанова объявила о завершении спортивной карьеры.

## Награды
- Мастер спорта России международного класса (2011 год)[3].
- Заслуженный работник физической культуры Республики Татарстан[тат.] (2020 год)[4].
- Республиканская премия имени Мусы Джалиля (2011 год)[5].